# La Petite Fille épargnée par les loups
La Petite Fille épargnée par les loups (De puella a lupellis servata) est un conte en 14 vers de langue latine composé par Egbert de Liège dans le premier quart du XIe siècle, autour de 1020. Le conte est inclus dans le Fecunda Ratis (Le Navire lourdement chargé), un recueil de fables, contes et proverbes écrits par Egbert durant la même période. Le conte a été, selon certains auteurs, d’une influence primordiale pour l’écriture du Petit Chaperon Rouge de Charles Perrault (1697) ; d’autres travaux mettent en doute une filiation intertextuelle entre les deux textes.

## Résumé

### Introduction
Après avoir assuré le caractère véridique du conte en invoquant son origine orale et paysanne, Egbert développe l’histoire d’une jeune fille de cinq ans se vit offrir une robe de couleur rouge lors de son baptême, qui eut lieu à la Pentecôte. Alors qu’un jour la jeune fille se promène, insouciante, au Soleil, un loup la kidnappe et l’apporta à ses petits dans les bois. Les louveteaux tentent de la dévorer, mais en vain : ils s’apaisent devant la robe rouge de la jeune fille. Celle-ci les admoneste en leur défendant de déchirer sa robe ; elle revendique l’origine de son vêtement, donné par son parrain lors de son baptême. Le conte s’achève par une morale en un seul vers : la présence de Dieu efface la sauvagerie.

### Texte latin
« Quod refero, mecum pagenses dicere norunt,
Et non tam mirum quam ualde est credere uerum:
Quidam suscepit sacro de fonte puellam,
Cui dedit et tunicam rubicundo uellere textam.
Quinquagesima sancta fuit babtismatis huius,
Sole sub exorto quinquennis facta puella;
Progreditur uagabunda sui inmemor atque pericli,
Quam lupus inuadens siluestria lustra petiuit,
Et catulis predam tulit atque reliquit edendam.
Qui simul aggressi, cum iam lacerare nequirent,
Ceperunt mulcere caput feritate remota.
"Hanc tunicam, mures, nolite", infantula dixit,
"Scindere, quam dedit excipiens de fonte patrinus !"
Mitigat inmites animos deus, auctor eorum. »

## Analyse
La parenté entre le conte d’Egbert et Le Petit Chaperon rouge de Perrault a été étudiée, puis confirmée ou nuancée par différents auteurs. Selon Susana Gonzales Martin, le premier conte comporte déjà les motifs littéraires fondamentaux qui structureront le conte de Perrault : par exemple, la robe rouge, l’entrée dans la forêt, le vêtement donné par un proche. Ce constat est repris mais est cependant nuancé par Catherine Velay-Valentin, qui met en avant la dimension chrétienne de la morale, aspect qui n’a pas été repris dans la morale du conte de Perrault. Ainsi, différents travaux de recherche eurent pour objectif de replacer le conte d’Egbert dans son contexte historique. Tout comme Catherine Velay-Valentin, Jacques Berlioz pose l’hypothèse d’une version embryonnaire du Petit Chaperon rouge de Perrault, à travers l’analyse du contexte historique de l’œuvre. Ziolkowski dans son étude critique sur les substrats médiévaux des contes modernes situe le De Puella a Lupellis Servata à la croisée du récit hagiographique et de l’exemplum empreint de merveilleux chrétien. D’autres auteurs comme Marianne Rumpf, selon Ziolkowski, refusent toute correspondance génétique entre le conte d’Egbert et le conte de Perrault, au motif que le conte médiéval ne comporte pas le motif de la grand-mère et de la petite-fille dévorées par le loup.

## Éditions
- Fecunda ratis, édition de Ernst Voigt, Halle an der Saale, Niemeyer, 1889 (ASIN B0014OHVLM)